# 권민아
권민아(權珉娥, 1993년 9월 21일~)는 대한민국의 배우이다. 걸 그룹 AOA에서 서브보컬, 리드래퍼, 베이스를 맡았었다.

## 학력
- 송도초등학교 (졸업)
- 재송여자중학교 (졸업)[2]
- 고등학교 졸업학력 검정고시 (합격)

## 생애
- 1993년 9월 21일 부산직할시(현재 부산광역시) 해운대구 재송동에서 태어났다.
- 초등학교 1학년때 연꽃으로 장식된 무대에서 〈와〉를 열창하는 이정현을 보고 가수의 꿈을 가지게 되었다.
- 그러나 부산에 살고 있었던 탓에 좀처럼 기회를 잡을 수 없었다가 가족들과 함께 서울로 이사를 가게 되면서 그 꿈을 이룰 기회에 맞닿게 되었다.
- 권민아는 여러 엔터테인먼트의 웹사이트를 찾아다니며 오디션 공문을 확인하던 중에 FNC 엔터테인먼트 홈페이지를 여는 순간 부엌에서 스파크가 튀었다고 했는데, 그때 이 회사와의 인연을 직감하였다고 한다.
- 그래서 FNC에서 주최하는 공개 오디션을 보러 갔고, 얼떨결에 합격을 하게 됐다. 이로써 2년 5개월의 연습생 생활을 거쳐 AOA로 데뷔하게 되었다.
- 멤버로 활동했을 당시 2013년 《사춘기 메들리》를 시작으로 《참 좋은 시절》, 《꽃할배 수사대》 등 TV 드라마에 출연하기도 했다.
- 2014년 11월 29일 부친상을 당해 활동이 잠시 중단됐었고, 2019년 5월 13일 소속사와 전속계약이 만료돼 탈퇴하였다.

- 현재는 배우전문 회사인 우리액터스에 소속되어 배우로 활동하고 있다.

## 연기 활동

### 드라마
| 연도      | 방송채널  | 제목                                 | 역할        | 비고          |
| --------- | --------- | ------------------------------------ | ----------- | ------------- |
| 2013      | KBS 2TV   | 《사춘기 메들리》                    | 윤진영      | 4부작         |
| 2014      | KBS 2TV   | 《참 좋은 시절》                     | 어린 차해원 | 1회 ~ 5회     |
| 2014      | tvn       | 《꽃할배 수사대》                    | 한설희      | 특별출연      |
| 2014      | SBS       | 《모던파머》                         | 이수연      | 20부작        |
| 2015~2016 | KBS 2TV   | 《부탁해요, 엄마》                   | 고앵두      | 33회부터 출연 |
| 2016      | 네이버 TV | 《클릭 유어 하트》                   | 권민아      | 7부작         |
| 2017      | MBC       | 《병원선》                           | 유아림      | 40부작        |
| 2018      | KBS 2TV   | 《추리의 여왕 2》                    | 신나라 순경 | 16부작        |
| 2018      | XtvN      | 《복수노트 2》                       |             | 9회 특별출연  |
| 2019      | MBN       | 《로스타임 라이프 : 더 라스트 찬스》 | 유소진      | 2부작         |

## 방송
- 위기탈출 넘버원 (KBS 2TV)
- 세바퀴 (MBC)
- 퀴즈쇼 사총사 (KBS 2TV)
- 주간아이돌 (MBC every1)

## 수상 및 후보
| 연도 | 시상식                      | 부문        | 작품   | 결과 |
| ---- | --------------------------- | ----------- | ------ | ---- |
| 2017 | 제10회 코리아 드라마 어워즈 | 한류 스타상 | 병원선 | 수상 |
| 2017 | MBC 연기대상                | 여자 신인상 | 병원선 | 후보 |